# Lionel Zinsou
Pour les articles homonymes, voir Zinsou.
Lionel Zinsou, né Zinsou-Derlin le 23 octobre 1954 à Paris, est un économiste franco-béninois, ayant fait carrière notamment comme banquier d'affaires puis comme PDG du fonds d'investissement européen PAI Partners. Il est Premier ministre du Bénin de juin 2015 à avril 2016. 
Lionel Zinsou est fondateur et Managing Partner de SouthBridge, société de conseil financier et stratégique dédiée au continent africain. C'est également un acteur important du débat intellectuel et politique en France, tant par son poste de président du think-tank français d'obédience sociale-libérale Terra Nova que par sa participation régulière aux émissions du podcast Le Nouvel Esprit Public, animé par Philippe Meyer.

## Biographie

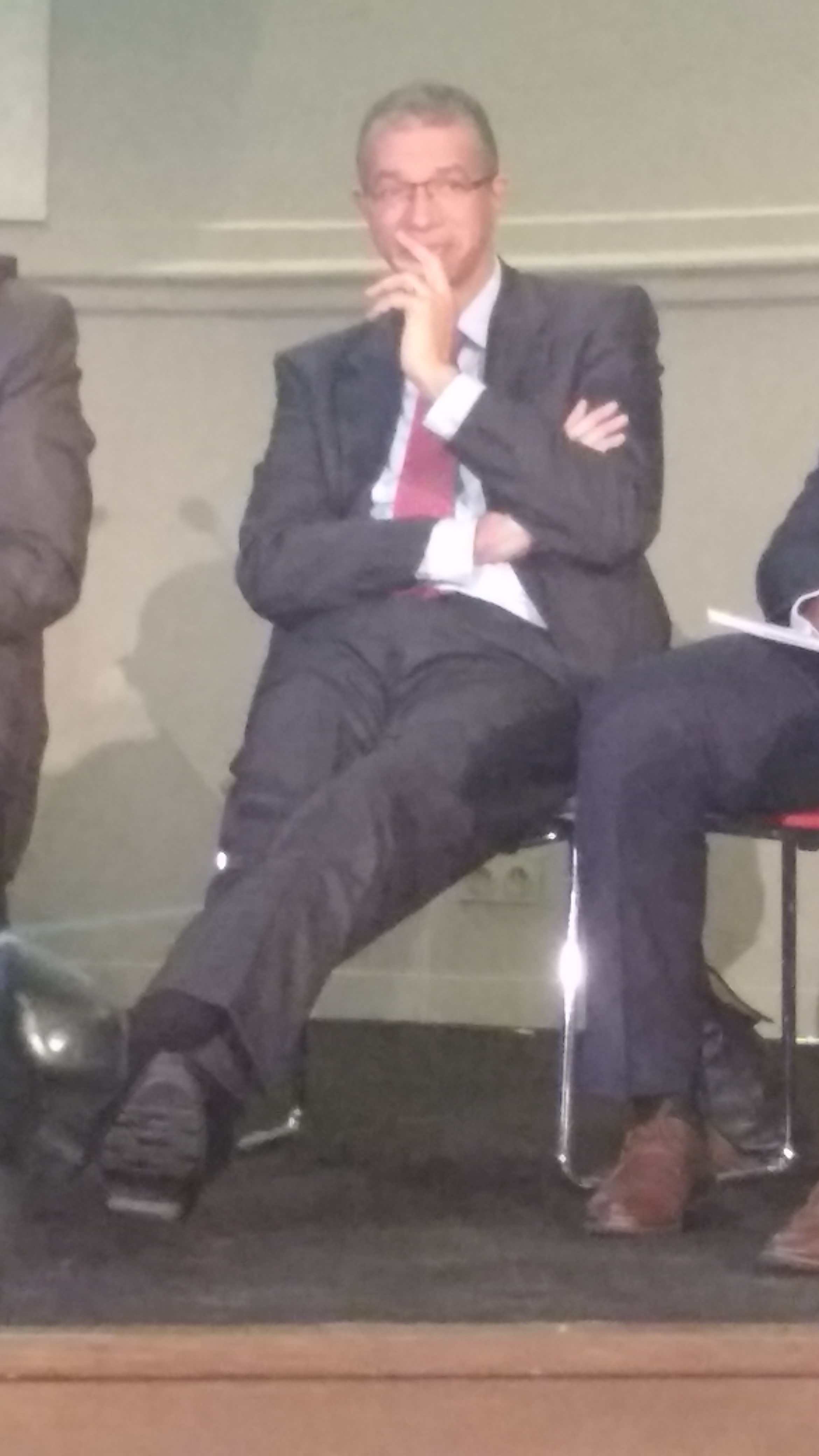
Lionel Zinsou en 2016.

### Jeunesse et études
Lionel Zinsou est né d'un père originaire du Bénin (alors colonie du Dahomey, en Afrique-Occidentale française), médecin de Léopold Sédar Senghor, et d'une mère française. Il est également neveu de l'ancien président de la République, Émile Zinsou.
Il fait ses études secondaires en France au lycée Buffon, en CPGE au lycée Louis-le-Grand, puis aux Écoles normales supérieures de Saint-Cloud (aujourd'hui "ENS de Lyon") et de la rue d'Ulm. Il passe l'agrégation de sciences économiques et sociales, puis étudie pendant deux ans l'histoire économique à la London School of Economics.

### Carrière
Laurent Fabius, Premier ministre, l'appelle à ses côtés comme rédacteur de ses discours. Après avoir travaillé chez BSN, Lionel Zinsou a été associé-gérant de Rothschild & Cie avant de rejoindre en 2008 le fonds d'investissement PAI Partners dont il est devenu le PDG en 2009.
Lionel Zinsou est également animateur du club Fraternité, cercle de réflexion de Laurent Fabius, et administrateur du comité opérationnel du journal Libération désigné par Édouard de Rothschild après le départ de Serge July. Il est également membre du comité directeur de l'Institut Montaigne et conseiller au cabinet du président de la République du Bénin, Yayi Boni.
Il a rédigé en 2013 avec Hubert Védrine un rapport sur les enjeux économiques en Afrique.
Lionel Zinsou se veut « afroptimiste » — par opposition à l'afro-pessimisme — et s'implique dans la promotion du renouveau de l'économie africaine post-2000.
Il a pris part en 2005 à la création d'une fondation (Cotonou, Bénin), présidée par sa fille Marie-Cécile Zinsou, destinée à favoriser les activités artistiques.
Le 6 février 2015, la France a lancé l'initiative AfricaFrance sous la forme d'une fondation dirigée par Lionel Zinsou et soutenue par le Quai d'Orsay et le MEDEF pour relancer les relations économiques entre la France et l'Afrique.

### Premier ministre du Bénin
En juin 2015, il est nommé Premier ministre du Bénin. Fin novembre, les premières lampes solaires du plan « Lumière pour Tous » sont distribuées ; à terme, quatre millions d'élèves recevront des lampes solaires.
Le 26 novembre 2015, les Forces cauris pour un Bénin émergent (FCBE, parti au pouvoir) le désignent comme candidat à l'élection présidentielle de 2016. Cela crée un désaccord entre les ténors des FCBE. Il fait appel au publicitaire Fabrice Sawegnon. À l'issue du premier tour de la présidentielle 2016, il termine premier avec 27,11 % des voix,. Il échoue face à Patrice Talon au second tour (34,63 % contre 65,37 %).

### Retour en France
Le 10 mai 2016, le président François Hollande annonce la création d'une « Fondation pour la mémoire des traites, de l’esclavage et de leurs abolitions», qui ne sera finalement pas créée dans le courant de l'année comme il l'avait annoncé. Lionel Zinsou préside la mission de préfiguration de cette fondation.
Il est nommé en juin 2017 président du laboratoire d'idées Terra nova. Il a également été membre du comité directeur de l'Institut Montaigne.
Il est également depuis 2017 fondateur et Managing Partner de SouthBridge, société de conseil financier et stratégique dédiée au continent africain.

## Affaires judiciaires
Le 2 août 2019, il est reconnu coupable de faux et de dépassement de fonds de campagne par le tribunal de première instance de Cotonou, . Il est condamné à 5 ans d'inéligibilité, à 6 mois de prison avec sursis et à une amende de 50 millions de francs CFA.

## Publications
- Le Fer de lance : Essai sur les nationalisations industrielles, préface de Laurent Fabius, Olivier Orban, 1985  (ISBN 2-8556-5282-0 et 978-2-8556-5282-5).
- « La Françafrique, le temps des entrepreneurs » dans Le Figaro[24].